# Dávid Borsos
Dávid Borsos (ur. 27 września 1989)  – węgierski zapaśnik walczący w stylu klasycznym. Zajął piętnaste miejsce na mistrzostwach Europy w 2013. Czternasty w Pucharze Świata w 2012. Mistrz Węgier w latach 2010–2013 roku.